# Capo Plaza
Capo Plaza, pseudonimo di Luca D'Orso (Salerno, 20 aprile 1998), è un rapper italiano.

## Biografia

### Primi anni
Nasce da madre contabile e da padre impiegato di ufficio. Cresce nella periferia est della città di Salerno, nel quartiere Pastena. D'Orso iniziò a scrivere le prime rime nel 2011, all'età di 13 anni.

### Il debutto discografico (2013-2016)
Debutta nel 2013 con lo pseudonimo Capo Plaza, attraverso il proprio canale YouTube, con il brano Sto giù. Un anno dopo si dirige a Milano, dove pubblica il singolo Tutti i giorni con Sfera Ebbasta.
Nel 2016 esce l'album Sulamente nuje, in collaborazione con il rapper Peppe Soks. Alla fine dell'anno successivo firma per la Sto Records, etichetta di proprietà di Ghali, che gli permette di guadagnare popolarità con i sui singoli Sto Freestyle e Nisida entrambi prodotti da Ava. D'Orso inizia a ottenere popolarità nel 2017, quando pubblica tre singoli, Allenamento 1, Allenamento 2 e Allenamento 3, prodotti da Ava e Mojobeatz. Nello stesso anno pubblica Giovane fuoriclasse, singolo che consacra il suo ingresso ufficiale nella scena trap italiana.

### 20(2018-2020)
Nel 2018 esce il suo primo album ufficiale, 20, interamente prodotto da Ava e che ha raggiunto la vetta della Classifica FIMI Album. Il successo dell'album è stato confermato dai primi posti del singolo Non cambierò mai e del brano Tesla, quest'ultimo realizzato in collaborazione con Sfera Ebbasta e DrefGold. Il 30 novembre del 2018 D'Orso pubblica una deluxe dell'album 20, dove si trova un feat internazionale, Ninho. L'album raggiunse la prima posizione in Italia e superò le 250 000 vendite, è comparso fino al 2022 nei 100 album più ascoltati in Italia.
Nel 2019 D'Orso appare un remix del brano Look Back at It di A Boogie wit da Hoodie, che lo rese popolare anche all'estero. Nel 2019 escono i singoli stand-alone So cosa fare e Ho fatto strada e compare nel remix di Pookie di Aya Nakamura, oltre al singolo Holly & Benji insieme ad Ava e Shiva. Nel 2020 partecipa al singolo Fuego del calor del produttore Scott Storch insieme a Ozuna e Tyga.

### PlazaeHustle Mixtape(2021-2022)
Il 22 gennaio 2021 Capo Plaza pubblica il secondo album Plaza, anticipato dai singoli Envidioso con Morad e Allenamento 4, che ha raggiunto la prima posizione nella Top Singoli. Il disco, composto da sedici tracce, presenta collaborazioni con altri artisti, tra cui Gunna, Sfera Ebbasta, Lil Tjay, A Boogie wit da Hoodie e Luciano. Le basi del progetto sono state affidate ad Ava e Mojobeatz. D'Orso lascia anche una deluxe di questo album con i feat di Aya Nakamura e Tion Wayne.
Il 3 giugno 2022 il rapper ha pubblicato il mixtape Hustle Mixtape, composto da dodici brani, tra cui i singoli Goyard e Capri Sun.

### Collaborazioni,Ferite(2023-presente)
Nell'estate 2023 sale alla seconda posizione della Top Singoli grazie a Vetri neri, in collaborazione con Ava ed Anna. Nel 2023 il rapper rende disponibile i singoli Freddy Krueger Freestyle e Nato per questo, quest'ultimo certificato disco d'oro dalla FIMI. Nel 2024 partecipa al singolo di Ava, Moon, insieme a Tony Boy. Pubblica poi il singolo Acqua passata e a seguire il 3 maggio 2024 il terzo album Ferite. Quest'ultimo arriva alla prima posizione in Italia e presenta collaborazioni con Anna, Lazza, Tedua, Tony Boy, Annalisa e Mahmood. Partecipa successivamente al singolo realizzato assieme a Takagi & Ketra Fino all'alba e infine, insieme a Shiva, al singolo Bad Boy, prodotto da Finesse.

## Influenze musicali
All'età di nove anni, D'Orso guardò il video musicale di Stronger del rapper statunitense Kanye West. Cita il video come una motivazione che lo ha spinto ad appassionarsi al mondo dell'hip hop, e circa quattro anni dopo iniziò a scrivere le sue prime rime. In un'intervista con Vanity Fair, Capo Plaza rivelò che parte della sua passione è stata motivata dal fatto che chiese a suo zio di regalargli un CD «con tutti i pezzi rap del momento». Il CD era composto da artisti come Sean Paul, Jay-Z, Lil Wayne e altri.

## Discografia
- 2016 – Sulamente nuje (con Peppe Soks)
- 2018 – 20
- 2021 – Plaza
- 2024 – Ferite